# Paranimbus zoiai
Paranimbus zoiai är en skalbaggsart som beskrevs av Dellacasa 1990. Paranimbus zoiai ingår i släktet Paranimbus och familjen Aphodiidae. Inga underarter finns listade i Catalogue of Life.